# Anno 1404
Anno 1404 es un videojuego de construcción de ciudades, estrategia en tiempo real y de simulación económica para Microsoft Windows desarrollado por Related Designs, Blue Byte y Ubisoft. Es el cuarto juego de la saga Anno. El juego fue anunciado durante el Games Convention, el 20 de agosto de 2008.

## Jugabilidad
Al igual que en sus predecesores, la partida comienza al ser nombrado líder de un pequeño asentamiento por el Emperador. A partir de ahí, el objetivo es gestionar eficientemente los recursos internos y la diplomacia mientras la aldea se convierte en pueblo, ciudad o metrópolis, y se colonizan nuevas islas a lo largo de oriente y occidente. Será necesario manejar con acierto la economía, el comercio y el poder militar para imponerse a los rivales.

## Dificultad
Es un juego que no es apto para principiantes del género de gestión realista de recursos, es un juego muy completo y complejo en el área de comercio y manejo de recursos y también en la logística naviera. Desde comenzar con tan solo con 2 recursos para luego transformarlos alrededor de 200 recursos y necesitar distribuirlos en las enormes poblaciones de habitantes, los cuales te exigen una gran variedad de necesidades a satisfacer con los recursos que tengas.

## Oriente
Otra curiosidad de este juego es que se puede hacer contacto con las culturas orientales (árabes) del mar del sur, un manejo de recursos que implica comerciar recursos del sur al norte y viceversa, por ejemplo las especias del sur y ciertas joyas y el procesamiento de piedras preciosas, las diferencias entre los occidentales y orientales están bien marcadas, por ejemplo los orientales pueden avanzar a menor escala en sus clases de civilización que los occidentales. 
También cabe destacar que la economía de real importancia se encuentra concentrada en el occidente mientras que el oriente sirve más como un centro de recursos y de apoyo a la civilización occidental.

## Anno 1404 - Venecia
Es una expansión para Anno 1404, que salió en febrero de 2010 en Europa. Para esta expansión se incorporan los venecianos, que otorgarán nuevos barcos, la posibilidad de mandar espías y comprar bonos de las ciudades para conquistarlas sin luchar. La expansión además cuenta con nuevos edificios, unos 60 objetos nuevos y 300 misiones nuevas. Además de la inclusión del nuevo contenido, se agregó la opción para jugar con otros jugadores via Lan o Internet.